# PTPN23
티로신 단백질 인산가수분해효소 비수용체 타입 23 (Tyrosine-Protein Phosphatase non-Receptor type 23)은 인간에서 PTPN23 유전자에 의해 암호화되는 효소이다.